# باشگاه فوتبال آریا مشهد
باشگاه فوتبال آریا مشهد یک باشگاه فوتبال در شهر مشهد، ایران است که در سال ۱۳۳۶ بنیان‌گذاری شده است. این باشگاه هم‌اکنون در لیگی حضور ندارد. آریا درسال ۱۳۴۰ خورشیدی قهرمان ایران شد.

## پیشینه
این تیم نخستین بار  در مسابقات سراسری جام قهرمانی فوتبال ایران ۱۳۳۶ شرکت کرد که  با یک برد و یک مساوی و سه شکست موفق به صعوهی نشد. در سال ۱۳۴۰  آریا با قهرمانی در مشهد  به  رقابتهای قهرمانی ایران  راه یافت  و  با بهره بردن از امتیاز میزبانی در شهر مشهد توانست قهرمان جام قهرمانی فوتبال ایران ۱۳۴۰ شود. این تیم در نخستین دوره لیگ فوتبال ایران در سال ۱۳۴۹ هم حضور داشت. آریا ابتدا در مرحله مقدماتی در گروه ب منطقه ج قرار داشت و با پیروزی برابر تیم‌های تاج تبریز و تاج گنبدکاووس توانست به عنوان سرگروه به مرحله نیمه‌نهایی صعود کند. در مرحله نیمه‌نهایی با پیروزی برابر گیو بندر پهلوی در ضربات پنالتی توانست جواز حضور در مرحله نهایی جام منطقه‌ای ۱‍۳۴۹ را به دست آورد. در مرحله نهایی آریا با تیم‌های تاج تهران، تاج آبادان و کارگر آبادان همگروه بود ولی در هر ۳ مسابقه خود شکست خورد و از صعود به مرحله نیمه‌نهایی بازماند.

## افتخارات
قهرمان باشگاهای مشهد ۱۳۴۰
قهرمان
جام قهرمانی فوتبال ایران
- قهرمانی(۱ بار): ۱۳۴۰ این تیم تنها یکبار درسال 1340 قبل از بنیان گذاری باشگاه هایی مثل پرسپولیس و پیکان به قهرمانی رسید